# Volvo Ocean Race de 2005-06
A Volvo Ocean Race de 2005-2006 foi a 9° edição da regata de volta ao mundo da Volvo Ocean Race. Iniciada em 5 de novembro de 2005, em Sanxenxo, Espanha com uma in-port race, e com término em 17 Junho de 2006, em Gotemburgo, Suécia, percorrendo  31,000 (milhas náuticas) ou 57.000km. O campeão foi a embarcação holandesa ABN Amro I,  capitaneados por Mike Sanderson.

## Modelo
O Modelo de embarcação desta edição foi o Volvo Ocean 70

## Participantes
Nesta edição teve sete participantes, e o Brasil estreou pela primeira vez com o Brasil 1.
| Barco                | País           | Designer          | !Construtor   | !Capitão        |
| -------------------- | -------------- | ----------------- | ------------- | --------------- |
| ABN Amro I           | Países Baixos  | Juan Kouyoumdjian | Killian Bushe | Mike Sanderson  |
| ABN Amro II          | Países Baixos  | Juan Kouyoumdjian | Killian Bushe | Sebastien Josse |
| Brasil1              | Brasil         | Farr Yacht Design | ML Boatworks  | Torben Grael    |
| Brunel               | Austrália      | Don Jones         | Hart Marine   | Grant Warington |
| Ericsson Racing Team | Suécia         | Farr Yacht Design | Green Marine  | Neal MacDonald  |
| Movistar             | Espanha        | Farr Yacht Design | Boatspeed     | Bouwe Bekking   |
| Piratas do Caribe    | Estados Unidos | Farr Yacht Design | Green Marine  | Paul Cayard     |

## Calendário
| Evento         | Data Inicial      | Começo                        | Final                         | Distancia    | Campeão                  |
| -------------- | ----------------- | ----------------------------- | ----------------------------- | ------------ | ------------------------ |
| In Port-Race 1 | 5 Novembro 2005   | Sanxenxo, Espanha             | Sanxenxo, Espanha             | In-Port Race | Ericsson Racing Team     |
| Regata 1       | 12 Novembro 2005  | Vigo, Espanha                 | Cidade do Cabo, África do Sul | 6,400        | ABN Amro I               |
| In Port-Race 2 | 26 Dezembro 2005  | Cidade do Cabo, África do Sul | Cidade do Cabo, África do Sul | In-Port Race | ABN Amro I               |
| Regata 2       | 2 Janeiro 2006    | Cidade do Cabo, África do Sul | Melbourne, Austrália          | 6,100        | ABN Amro I               |
| In Port-Race 3 | 4 Fevereiro 2006  | Melbourne, Austrália          | Melbourne, Austrália          | In-Port Race | ABN Amro I               |
| Regata 3       | 12 Fevereiro 2006 | Melbourne, Austrália          | Wellington, Nova Zelândia     | 1,450        | movistar                 |
| Regata 4       | 19 Fevereiro 2006 | Wellington, Nova Zelândia     | Rio de Janeiro, Brasil        | 6,700        | ABN Amro I               |
| In Port-Race 4 | 25 Março 2006     | Rio de Janeiro, Brasil        | Rio de Janeiro, Brasil        | In-Port Race | ABN Amro I               |
| Regata 5       | 2 Abril 2006      | Rio de Janeiro, Brasil        | Baltimore, EUA                | 5,000        | ABN Amro I               |
| In Port-Race 5 | 29 Abril 2006     | Baltimore, EUA                | Baltimore, EUA                | In-Port Race | movistar                 |
| Regata 6       | 2 Maio 2006       | Annapolis, EUA                | Nova York, EUA                | 400          | ABN Amro I               |
| Regata 7       | 11 Maio 2006      | Nova York, EUA                | Portsmouth, Reino Unido       | 3,200        | ABN Amro I               |
| In Port-Race 6 | 29 Maio 2006      | Portsmouth, Reino Unido       | Portsmouth, Reino Unido       | In-Port Race | ABN Amro I               |
| Regata 8       | 2 Junho 2006      | Portsmouth, Reino Unido       | Roterdã, Holanda              | 1,500        | Brasil1                  |
| In Port-Race 7 | 11 Junho 2006     | Roterdã, Holanda              | Roterdã, Holanda              | In-Port Race | ABN Amro I               |
| Regata 9       | 15 Junho 2006     | Roterdã, Holanda              | Gotemburgo, Suécia            | 500          | Pirates of the Caribbean |

## Resultados
| # | Barco                    | Total |
| - | ------------------------ | ----- |
| 1 | ABN Amro I               | 96.0  |
| 2 | Pirates of the Caribbean | 73.0  |
| 3 | Brasil1                  | 67.0  |
| 4 | ABN Amro II              | 58.5  |
| 5 | Ericsson Racing Team     | 55.0  |
| 6 | Movistar                 | 48.0  |
| 7 | Team Brunel              | 15.5  |